# Indice de consommation
Pour les articles homonymes, voir IC.
L'indice de consommation (IC) est un critère utilisé en zootechnie pour mesurer l'efficacité de la conversion d'un aliment en une production donnée (le croît pondéral généralement) par un animal.
Au sens strict, l'indice de consommation est le rapport entre une quantité d'énergie digestible consommée mesurée par exemple en unités fourragères (UF) et une quantité de production exprimée en kilogrammes (kg).
Au sens large on assimile souvent l'indice de consommation au taux de conversion qui est le rapport entre la quantité d'aliment consommé et une quantité de croît. 
Par exemple les saumons d'élevage, dans leur période de croissance avant abattage au poids commercial, ont un IC (au sens large) de 1,2 : il faut 1,2 kg d'aliment pour saumon pour obtenir 1 kg de saumon (poids vif).
Taux de conversion et indice de consommation au sens strict ont une valeur égale lorsqu'un kg d'aliment vaut une UF. 
L'indice de consommation n'a pas d'unité étant donné que c'est un rapport entre deux quantités.
L'indice de consommation est fonction de la composition de l'aliment et il varie donc selon les aliments utilisés. Plus l'aliment est grossier, moindre est sa densité énergétique, plus l'IC est élevé.
L'indice de consommation est aussi fonction de la composition du produit animal, le croît dans le cas le plus fréquent. La composition corporelle change avec l'âge (la teneur en eau diminue et la teneur adipeuse augmente) donc la densité énergétique du croît augmente avec l'âge. Il en résulte qu'il faut une quantité croissante d'aliment au fur et à mesure que l'adiposité augmente et que l'animal prend de l'âge. Donc l'indice de consommation est globalement plus faible pour les animaux jeunes et il est plus élevé pour les animaux plus âgés.
Dans le domaine de la production de viande, il sera plus bas pour les types génétiques dits maigres (ayant naturellement peu de gras) comme les types génétiques porcins et avicoles exploités en élevage intensif, ou les races bovines spécialisées pour la viande et de modèle français comme la Charolaise, la Limousine et la Blonde d'Aquitaine, fournissant de surcroît des types de productions d'animaux abattus jeunes, ce qui équivaut à produire moins de gras et plus de muscle donc plus d'eau par unité de croît. A contrario Il sera plus élevé pour les races porcines ou gallines anciennes non sélectionnées pour la production intensive de viande  et pour des races bovines à viande de modèle anglais comme la race Hereford ou Angus caractérisées par un dépôt adipeux plus précoce.